# Regne de Moab

Regnes al voltant d'Israel en 830

Moab (מוֹאָב, en assiri Mu'aba o Ma'ba o Ma'ab, en egipci Mu'ab, en grec Moabitis Μοαβῖτις) fou un regne que va existir des del segon mil·lenni abans de Crist a l'est del Jordà, al sud del regne d'Ammon i al nord dels edomites, habitat pels moabites.
La seva capital fou Dibon (moderna Dhiban). Els rius Arnon, Dimon o Dibon i Nimrin eren dins els seus límits. El mont Nebo, famós en la història de Moisès, també era al seu territori.
Estava dividit en tres districtes: al sud de l'Arnon (anomenat "Camp de Moab"), al nord de l'Arnon, enfront de Jericó, i els turons de Galaad (anomenat "Terra de Moab"); i el tercer al sud a la vora del Jordà.

## Història
Probablement el regne s'originà per una unificació de tribus que els egipcis van anomenar habiru o shosu. Moab és a la llista de nacions conquerides pel faraó Ramsès II.
Van dominar les terres a l'est de la mar Morta i vers al nord cap a Gilead, país del qual van expulsar els emim, habitants originals, però més tard en foren expulsats pels amorites, que van creuar el riu Jordà sota el rei Sihon i van conquerir aquestes terres fins al riu Arnon. Els israelites en el seu èxode van conquerir el regne de l'esmentat Sihon que tenia Heshbon per capital.
Les relacions entre Israel i els moabites foren irregulars, de vegades pacifiques i altres en guerra:
- El cap dels benjaminites, Ehud ben Gera, va matar el rei moabita Eglon i va dirigir un exèrcit israelita a l'est del Jordà, on produir moltes baixes entre els moabites.
- De la dona moabita Rut, va descendir el rei David que va estar sota protecció del rei de Moab quan era pressionat per Saül. Però més tard, David va estar en guerra contra els moabites i el regne va esdevenir tributari i, potser fins i tot, es va nomenar un governador israelita.

Sota el domini jueu la capital de Moab fou Kir-Hareshet (moderna Kerak). El regne va quedar dins d'Israel.
En el regnat d'Ahab, els moabites van rebutjar pagar tribut i es van declarar independents, i van fer la guerra contra el regne de Judà. A la mort d'Ahab, el rei Mesha es va revoltar contra Jeoram que es va aliar a Josefat de Judà i al rei d'Edom.
El profeta Eliseu va tenir una miraculosa intervenció segons la Bíblia: l'atac moabita (i dels seus aliats ammonites i els habitants de Mont Seir) fou derrotat a Ziz, prop d'Engedi (En-Gedi), però segons l'estela de Mesha, uns annals del rei moabita, en realitat descriu la seva victòria sobre un fill del rei Omri d'Israel i la recuperació de tot el territori que Israel li havia arrabassat.
El mateix any de la mort d'Eliseu, els moabites van envair Israel i més tard foren aliats de Nabucodonosor II contra el rei Joaquim. A la inscripció de Teglatfalassar III a Nimrud apareix el rei moabita Salmanu (Shalman?) com a tributari. Sargon II esmenta una revolta de Moab aliat a Filistia (filisteus), Judà i Edom; una altra inscripció explica l'expedició contra Ezequies en la qual Kammusu-Nadbi (Chemosh-nadab), rei de Moab, era tributari de Sargon. Un altre rei, anomenat Muzuri (l'egipci?) és esmentat com vassall d'Asharaddon i Assurbanipal, i el seu probable successor, Kaashalta, és esmentat també en temps d'Assurbanipal.
Moab desapareix de la història amb els perses. Probablement el país fou envaït per tribus nòmades d'Aràbia, inclòs els kedarites i després pels nabateus. Els àrabs apareixen com aliats dels ammonites mentre els moabites no són esmentats.

## Economia
L'economia del regne era ramadera. Produïa pedra, sal i bàlsam. El país era a la ruta entre Egipte i Mesopotàmia i Síria-Anatòlia. El pas de les caravanes els reportava considerables beneficis.

## Religió
Els moabites eren politeistes com altres semites al començament. El seu déu principal era Quemoix, al qual alguna vegada, en temps de perill, es van fer sacrificis humans, com per exemple Mesha que li va sacrificar el seu fill i hereu. La deessa (contrapart de Quemoix) era Ashtar-Quemoix. Un altre déu era Nebo (probablement el sumeri Nabu). També s'esmenta el culte a Baal-peor o Peor. Els moabites foren exclosos de la congregació del senyor per deu generacions, igual que els ammonites per no deixar passar pel seu territori els israelites. No obstant això, més tard els matrimonis mixtes foren freqüents perquè l'exclusió només s'aplicava als homes i no a les dones.

## Llista de reis
- Saraph vers el segle xiv aC
- Sheth vers el segle xiv aC
- Zippor, vers el 1300 aC
- Balak, vers 1280 aC ?
- Desconeguts
- Eglon el fort vers 1150 aC
- Desconeguts
- a Israel 980-922
- Pahath-Moab el Shilonita meitat del segle x aC
- Reis vassalls o governadors
- Al regne d'Israel vers 922-900 aC
- Khemosh-Gyt, vers 900-870 aC
- Mesha el gran, vers 870-840 aC
- Salamanu, vers 840 aC
- Khemosh-Nadab I, vers 800 aC ?
- Desconeguts
- Khemosh-Nadab II, vers 735 aC
- Khemosh-Nadab III, vers abans del 700 aC
- a Assíria, vers 710-582 aC
  - Musuri, vers després del 700 aC ?
  - Kamalshaltu, vers 668-633 aC
  - Desconeguts
  - Khemosh-Haleth, vers 590 aC
- a Babilònia 582-539 aC
- a Pèrsia 539-?
- als kedarites ?
- a Macedònia 332-321 aC
- als nabateus 321 aC